# Kościół św. Rodziny w Gliwicach
Kościół świętej Rodziny – rzymskokatolicki kościół parafialny należący do dekanatu Gliwice-Sośnica diecezji gliwickiej. Znajduje się na gliwickim osiedlu Zatorze.
Kamień węgielny pod budowę świątyni został poświęcony w dniu 5 lipca 1900 roku. Kościół miał być przeznaczony dla mieszkańców osiedla przy hucie Huldschinskiego. Budowla w stylu neogotyckim na planie krzyża greckiego oraz plebania, łącząca się z kościołem przejściem przez zakrystię, została wzniesiona według projektu architekta profesora Oertzena z Berlina. Koszty budowy zostały pokryte w całości przez właściciela huty Oscara Huldschinskego, który był pochodzenia żydowskiego. Świątynia została pobłogosławiona w dniu 9 kwietnia 1901 roku przez księdza Pawła Buchalego, proboszcza parafii Wszystkich Świętych w Gliwicach. Na początku nabożeństwa były odprawiane tylko w niedzielę i święta. W 1908 roku świątynią zaczęła opiekować się parafia św. Bartłomieja w Gliwicach. W 1918 roku spółka akcyjna zakładów Huldschinskiego przekazała świątynię razem z działką o powierzchni ponad 16 arów na wieczyste użytkowanie władzom  kościelnym. W 1919 roku została ustanowiona przy świątyni lokalia, natomiast w dniu 1 kwietnia 1924 roku – kuracja. Świątynia została poświęcona w dniu 3 listopada 1935 roku przez kardynała Adolfa Bertrama z Wrocławia. Od 1946 roku kościołem i parafia opiekują się księża ze zgromadzenia Misjonarzy Świętej Rodziny.